# Varangaon
Varangaon är en ort i Indien.   Den ligger i distriktet Jalgaon och delstaten Maharashtra, i den centrala delen av landet, 900 km söder om huvudstaden New Delhi. Varangaon ligger 223 meter över havet och antalet invånare är 44 067.
Terrängen runt Varangaon är platt. Runt Varangaon är det ganska tätbefolkat, med 185 invånare per kvadratkilometer. Närmaste större samhälle är Bhusawal, 13,3 km väster om Varangaon. Trakten runt Varangaon består till största delen av jordbruksmark.